# Lopheros fraternus
Lopheros fraternus är en skalbaggsart som först beskrevs av Randall 1838.  Lopheros fraternus ingår i släktet Lopheros och familjen rödvingebaggar. Inga underarter finns listade i Catalogue of Life.